# Ислямов, Абселям
Абселям Ислямов — советский хозяйственный, государственный и политический деятель.

## Биография
Родился в 1907 году в деревне Тогай-Вакуф. Член КПСС.
С 1932 года — на хозяйственной, общественной и политической работе. В 1932—1981 гг. — инструктор Крымского обкома комсомола, заведующий партотделом газеты «Къызыл Къырым», директор Института массового заочного обучения партактива в г. Симферополе, секретарь партколлегии КПК при ЦК ВКП(б) по Крыму, участник Великой Отечественной войны, заведующий отделом агитации и пропаганды Самаркандского обкома партии, ответственный секретарь областного отделения общества по распространению политических и научных знаний, редактор республиканской газеты Узбекской ССР на крымском-татарском языке «Ленин байрагъы».
Избирался депутатом Верховного Совета Узбекской ССР 7-10-го созывов.
Умер в Ташкенте в 1995 году.